# Institut viennois Wiesenthal d'études sur la Shoah
 (octobre 2016).
Si vous disposez d'ouvrages ou d'articles de référence ou si vous connaissez des sites web de qualité traitant du thème abordé ici, merci de compléter l'article en donnant les références utiles à sa vérifiabilité et en les liant à la section « Notes et références ».
L'Institut viennois Wiesenthal d'études sur la Shoah (en anglais : Vienna Wiesenthal Institute, VWI) est un centre de recherche qui se consacre à la recherche, à la documentation et à la transmission de toutes les questions qui concernent l'antisémitisme, le racisme et la Shoah, y compris sa préhistoire et ses conséquences. Il a été créé en 2009 et est réellement en activité depuis octobre 2012.
L'institut est soutenu à parts égales par la Mairie de Vienne et par le ministère fédéral autrichien chargé des questions de science et de recherche. À l'automne 2016, le VWI emménage dans de nouveaux locaux situés rue Rabensteig, dans le centre-ville de Vienne, où sont regroupés en un seul lieu ses archives, sa bibliothèque, les bureaux mis à la disposition de ses boursiers et son administration.

## Historique
Dans les dernières années de sa vie, Simon Wiesenthal attache une attention particulière à ce que ses archives personnelles, constituées tout au long des nombreuses années de son activité, soient mises à la disposition de la recherche, et à ce que soit établi, à Vienne, un institut de recherche voué à l'étude de la Shoah.
Jusqu'à sa mort, Simon Wiesenthal prend part au premier projet relatif à cette institution qui est, ensuite, après 2005, élaboré en détail par des scientifiques et des chercheurs autrichiens et internationaux.
En ce sens, l'Institut viennois Wiesenthal d'études sur la Shoah se consacre à la recherche, à la documentation et à la transmission de toutes les questions qui concernent l'antisémitisme, le racisme et l'histoire de la Shoah, y compris sa préhistoire et ses suites. Il ne se comprend pas seulement comme une institution exclusive de recherche historique, mais s'efforce bien plus d'être en particulier ouvert aux tendances, méthodes et interrogations nouvelles et innovantes qui caractérisent cette recherche, et de soutenir de telles thématiques et approches.

## Organisation
La tutelle du VWI est une association issue d'une initiative de la Communauté juive de Vienne, du Centre de documentation de la fédération des personnes juives persécutées par le régime nazi (de), du Centre de documentation sur la Résistance autrichienne (DÖW), de l'Institut d'histoire du temps présent de l'université de Vienne, du Musée juif de Vienne, du Centre d'histoire culturelle juive de l'université de Salzbourg, de l'association erinnern.at, ainsi que du Centre de recherche sur l'antisémitisme de Berlin.
Le conseil d'administration du VWI est composé de représentants de ces organisations et prend toutes les décisions relatives à son organisation. Le conseil consultatif scientifique international joue un rôle clé pour toutes les questions scientifiques. Celui-ci comprend au moins douze experts reconnus internationalement, dont au moins neuf doivent être en poste à l'étranger. Une attention particulière est accordée au caractère interdisciplinaire de cet organe. De même que le conseil d'administration, le conseil consultatif est élu pour trois ans par l'assemblée générale du VWI, qui se compose de représentants des organisations de tutelles (un par organisation). 
Pour la conduite opérationnelle, l'Institut est dirigé par un secrétaire général. Il a à ses côtés une directrice académique des programmes. Ils élaborent ensemble, sur la base de recommandations du conseil consultatif mais aussi à leur propre initiative, le programme académique et courant des manifestations du VWI. Les autres collaborateurs sont responsables de la bibliothèque, du secrétariat scientifique et des archives, des publications comme de la gestion des affaires logistiques et administratives.

## Activité

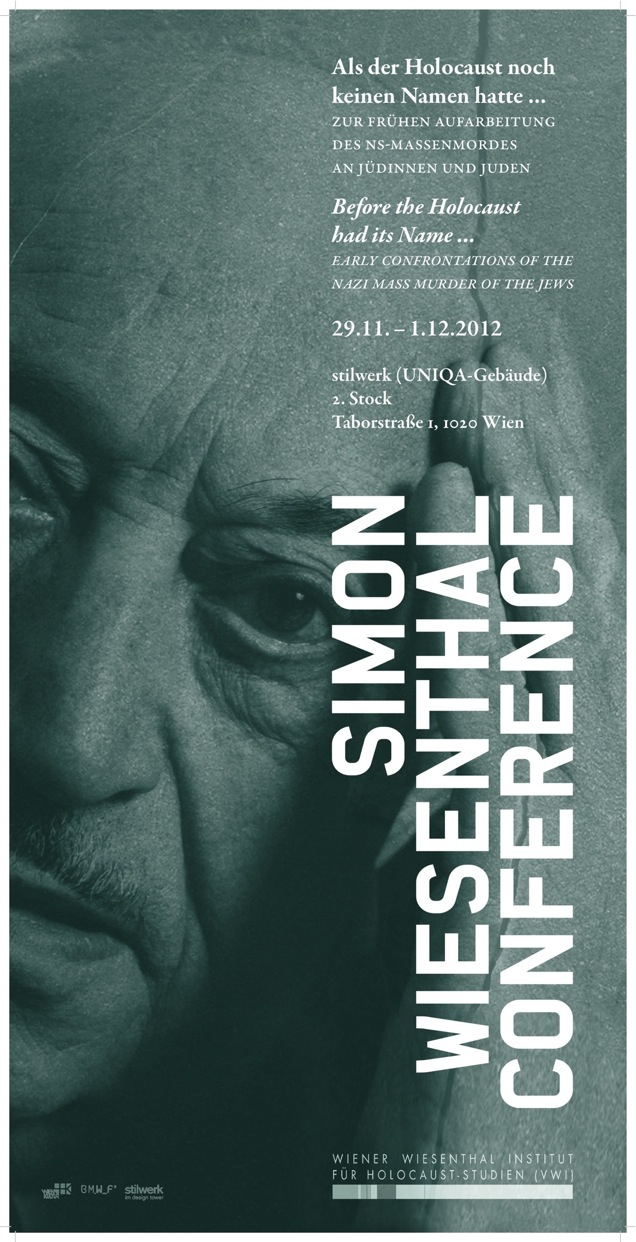
Invitation Simon Wiesenthal Conference 2012

Dans le cadre des trois domaines recherche, documentation et transmission, l'activité du VWI est  consacrée à toutes les questions de recherches esquissées et mentionnées dans le projet initial, étant entendu que ces thématiques, dans l'esprit de Simon Wiesenthal, peuvent être prises au sens large et ainsi couvrir les domaines du nationalisme, des migrations et des études juives, dans la mesure où existe un lien avec la Shoah.
Au sein du VWI la recherche est orientée de façon internationale et interdisciplinaire et se présente sous deux aspects. D'une part dans le cadre du programme de bourses, qui met un accent particulier sur la formation des générations montantes de chercheurs, et qui invite depuis 2012 chaque année universitaire quatre Junior Fellows, deux Research Fellows et deux Senior Fellows à passer un an à l'Institut pour y travailler sur un sujet. Ces bourses font chaque année l'objet d'un appel à candidatures ; les candidatures déposées sont ensuite évaluées par le conseil consultatif scientifique international. Les candidats recommandés par le conseil consultatif et le VWI sont ensuite invités à mener leurs recherches à Vienne. Dans l'esprit de cette institution de recherche extra-universitaire, leur travail est suivi scientifiquement au sein de l'Institut et discuté dans le cadre de séminaires internes ou de conférences publiques, de même qu'il est présenté devant le grand public. D'autre part, le VWI fait en permanence acte de candidature à des projets de recherche en Autriche et à l'étranger, afin de pouvoir installer de façon durable des thématiques. À l'heure actuelle, plusieurs projets sont menés au sein de l'Institut – certains recevant des financements étrangers.
L'objectif du centre de documentation est la poursuite de l'édification d'une bibliothèque scientifique liées aux thématiques de recherche, de même que la numérisation et un accès plus grand aux ressources historiques des archives de Simon Wiesenthal, ainsi qu'aux fonds liés à la Shoah parmi les archives de la communauté juive de Vienne, qui ont été confiées à l'Institut dans le cadre d'un contrat de prêt.
Dans le domaine de la transmission, l'Institut organise des manifestations de toute sorte, étant entendu que – conformément à l'esprit de Simon Wiesenthal – l'une des vocations centrales de l'Institut est, par le biais d'interventions dans l'espace public, de sensibiliser à la thématique aussi un large public, de maintenir la conscience relative aux crimes liés à la Shoah, à l'antisémitisme et au racisme.
Depuis l'automne 2014, l'Institut édite aussi deux collections publiées par la maison d'édition viennoise new academic press. La VWI-Studienreihe se consacre par ses monographies aux recherches portant sur des facettes importantes des domaines thématiques de l'Institut, les Beiträge des VWI zur Holocaustforschung regroupent, après travail éditorial, les interventions données dans le cadre des conférences et ateliers de l'Institut. Depuis 2014 paraît deux fois par an‚ S:I.M.O.N. (Shoah: Interventions. Methods. Documentation), la revue électronique du VWI où sont publiés, après validation scientifique, les résultats des recherches menées par les boursiers, comme d'autres contributions scientifiques, les manuscrits des interventions données dans le cadre de l'Institut, des comptes rendus d'ouvrages, de même que des essais universitaires portant sur des problématiques méthodologiques ou archivistiques.
La Newsletter VWI im Fokus, qui paraît deux fois par an, donne des informations sur les activités en cours de l'Institut.

## Manifestations publiques
Les Simon Wiesenthal Lectures, devenues entretemps la marque de fabrique du VWI, tentent de présenter au grand public l'état des lieux actuel de la recherche sur la Shoah, avec l'aide de chercheurs de renommée internationale. Elles ont lieu régulièrement, environ toutes les six semaines, dans les locaux du Haus-, Hof- und Staatsarchiv, sur la Minoritenplatz, à Vienne. Les Simon Wiesenthal Conferences représentent un autre point fort parmi les manifestations du VWI, qui entretemps prennent place tous les ans, en fin d'année civile. Par ailleurs, fin mai-début juin, le VWI organise une rencontre de deux jours, sous la forme d'un atelier, en règle générale en coopération avec d'autres institutions scientifiques.
Sauf si les intervenants ne donnent pas leur autorisation, les interventions et contributions aux colloques sont mises en ligne sur la chaîne YouTube du VWI quatre à six semaines après leur tenue, en accord avec la politique d'accès libre de l'Institut.
Le format de manifestation le plus récent – les VWI-Visuals – présente une à deux fois par an des films inconnus, oubliés ou controversés qui portent sur l'une ou l'autre thématique de l'Institut, avec une introduction ou un débat consécutif.
À ce jour, les manifestations prenant place dans l'espace public ont eu pour thèmes : la « Nuit de Cristal » à Vienne en novembre 1938, les autodafés de livres à Berlin de 1933, la commémoration du commencement du chapitre final de la Shoah, la destruction des Juifs de Hongrie, à partir de mars 1944.